# 小宮悠
小宮 悠（こみや はるか、1987年1月20日-）は、競技麻雀の女流プロ雀士。最高位戦日本プロ麻雀協会所属。本名は非公開。

## 来歴
愛知県豊田市生まれ。幼稚園（5歳）の頃、祖父の家に井出洋介の麻雀ソフトがあり、そこから麻雀を知る。父親が麻雀好きだったこともあり、家族麻雀でルールを覚えた。
音楽大学を目指して勉強をし始めるが、やりたいことよりも職に繋げられること、生活していくことを優先し、名古屋市立大学看護学部に進む。大学の軽音楽部のOBに進められて雀荘でアルバイトを経験。しかし勉学は怠ることなく、看護師と保健師の資格を取得して卒業後は名古屋市立大学病院で看護師として勤務。しかし看護師生活が辛く、バイタルサイン確認後の患者が容態急変して亡くなったことをきっかけにうつ病を発症して休職後、就職から半年で退職。医療業界への復職を目指したがうつ病が躁うつ病に転化してしまい、以前アルバイトしていた雀荘にて社会復帰できるまでに4年を要する。
その後実家を出て一人暮らしをはじめ、勤務先の雀荘で麻雀の戦術本を読み、28歳にしてプロ雀士を目指すことを決意。2016年5月にRMUに入会。2020年にRMUのB級ライセンスを取得。同年に最高位戦日本プロ麻雀協会に移籍。
2025年3月15日、自身のSNSを通じて、日本プロ麻雀協会所属の田内翼と入籍したことを発表、以前から行っていたYouTubeチャンネルを夫婦チャンネルに切り替えた。

## 雀風・人物
- 雀風は打点も重視するバランス型[3]。
- 尊敬するプロ雀士は鈴木たろう[3]。
- 「私の要素のほとんどがお父さん」と語るほどの父親好きで、麻雀をはじめとする様々な趣味が父親の影響であるだけでなく、躁うつ病の時も処方薬を大量摂取しないよう父が薬を管理してくれていた[2]。2020年に癌で父を亡くしており[2]、自身の対局時は父の遺灰が入ったハート型のアクセサリを身につけて臨んでいる[3]。
- 1つ年上の兄がいる[2]。
- 自身の所属団体のリーグ戦では実況を務める事もある。オープン大会であるヴェストワンカップでも実況を務めるほか、Mトーナメント2024でも実況を務めることになっている[8]。
- 好きな飲み物はカルピス（原液を薄めるタイプ）。自身のYouTube配信にて原液を薄めるカルピスが好きと度々発言している。
- 3歳から高校卒業までピアノを習っており、大学の軽音楽部では父が好きだったというギターとドラムを経験[2]。LuckyFM茨城放送で放送されていた『麻雀普及委員会 Root for Mリーグ』のジングルは元・真空ホロウのベーシストである村田智史と、ギター経験者の滝沢和典（日本プロ麻雀連盟 / KONAMI麻雀格闘倶楽部所属）の3人で組んだバンドでドラマーとして参加したものが使用されていた[9][10]。
- YouTube配信にて雀魂配信を行っている際、余りにも成績が悪いとマイクラRTA配信に切り替えこっそり配信を行う事がある。
- 2022年1月19日の夜から雀魂配信を行った際、日付を跨いだ自身の誕生日（1月20日）を迎えた瞬間、親のダブルリーチに白を一発放銃するハプニングが起こった。

## 獲得タイトル
- 2019年度RMUオープンリーグ[11]
- Princess of the year 第3期（2020年）[12]
- 女流名人位 第22期（2020年）[13]
- 夕刊フジ杯争奪麻雀女王決定戦 第16期（2022年）[14]